# شچگلین (استان اشوی‌داشکسیه)
شچگلین (به لهستانی: Szczeglin) یک منطقهٔ مسکونی در لهستان است که در گمینا ستوپنگتسا واقع شده‌است.